# A.J.P. Taylor
Alan John Percivale "A. J. P." Taylor, född 25 mars 1906 i Birkdale i Lancashire, död 7 september 1990 i London, var en brittisk historiker. Han är mest känd för Origins of the Second World War (1961) där Taylor argumenterade för att krigets orsaker huvudsakligen stod att finna i missförstånd och framförallt Versaillesfredens villkor, vilka Taylor menade var så pass stränga att de födde revanschism hos tyskarna, men samtidigt inte var tillräckligt stränga för att omöjliggöra Tysklands återkomst som europeisk stormakt. Taylor beskriver Adolf Hitler som en opportunist som inte alls planerat ett världskrig. Boken väckte stort uppseende vid publiceringen, och kritiserades för att bygga på tendentiöst källurval och felaktiga resonemang.
Taylor var under hela sitt verksamma liv vänligt inställd till Sovjetunionen, och argumenterade för att Storbritannien istället för att alliera sig med USA borde närma sig östblocket. Han lade ansvaret för det kalla kriget på USA och var under 1950- och 1960-talen en ledande person inom den brittiska fredsrörelsen CND.